# Зубкова Антоніна Леонтіївна
Зубкова Антоніна Леонтіївна (1920—1950) — штурман ескадрильї 125-го гвардійського бомбардувального авіаційного полку (4-а гвардійська бомбардувальна авіаційна дивізія, 1-й бомбардувальний авіаційний корпус, 3-а повітряна армія, 1-й Прибалтійський фронт), гвардії старший лейтенант.
Народилася 12 жовтня 1920 року в селі Семион нині Кораблінского району Рязанської області в сім'ї селянина. Після закінчення школи вступила на механіко-математичний факультет МГУ. Війна почалася, коли вона закінчила три курси. У жовтні 1941 року в ЦК ВЛКСМ її направили в розпорядження М. М. Раскової, яка формувала жіночі авіаполки. Знання математики і фізики сприяло її призначенням штурманом в 125 бомбардувальний полк озброєний пікіруючими бомбардувальниками Пе-2.
На фронтах Німецько-радянської війни з квітня 1943 року. У складі полку пройшла всю війну від Сталінграда до Балтійського моря. Літала в екіпажі М. М. Федутенко, теж Героя Радянського Союзу. До кінця війни Антоніна Зубкова здійснила понад 50-и бойових вильотів. Після боїв у Східній Пруссії представлена до присвоєння звання Героя Радянського Союзу.
Звання героя СРСР з орденом Леніна і медалі «Золота зірка» (№ 7928) присвоєно Указом президії Верховної ради СРСР від 18 серпня 1945 року.
Після війни відважна льотчиця вчилася в МДУ і з відзнакою закінчила його, потім — аспірантуру в інституті механіки. Викладала механіку в Військово-повітряній інженерній академії імені М. Є. Жуковського.
Загинула 13 листопада 1950 року. Похована на Ваганьковському кладовищі Москви.
Нагороджена орденом Леніна, 2 орденами Червоного Прапора, орденом Червоної Зірки, медалями.
Іменем Героїні названі рибальський траулер та вулиця в Рязані.